# Мудієтту

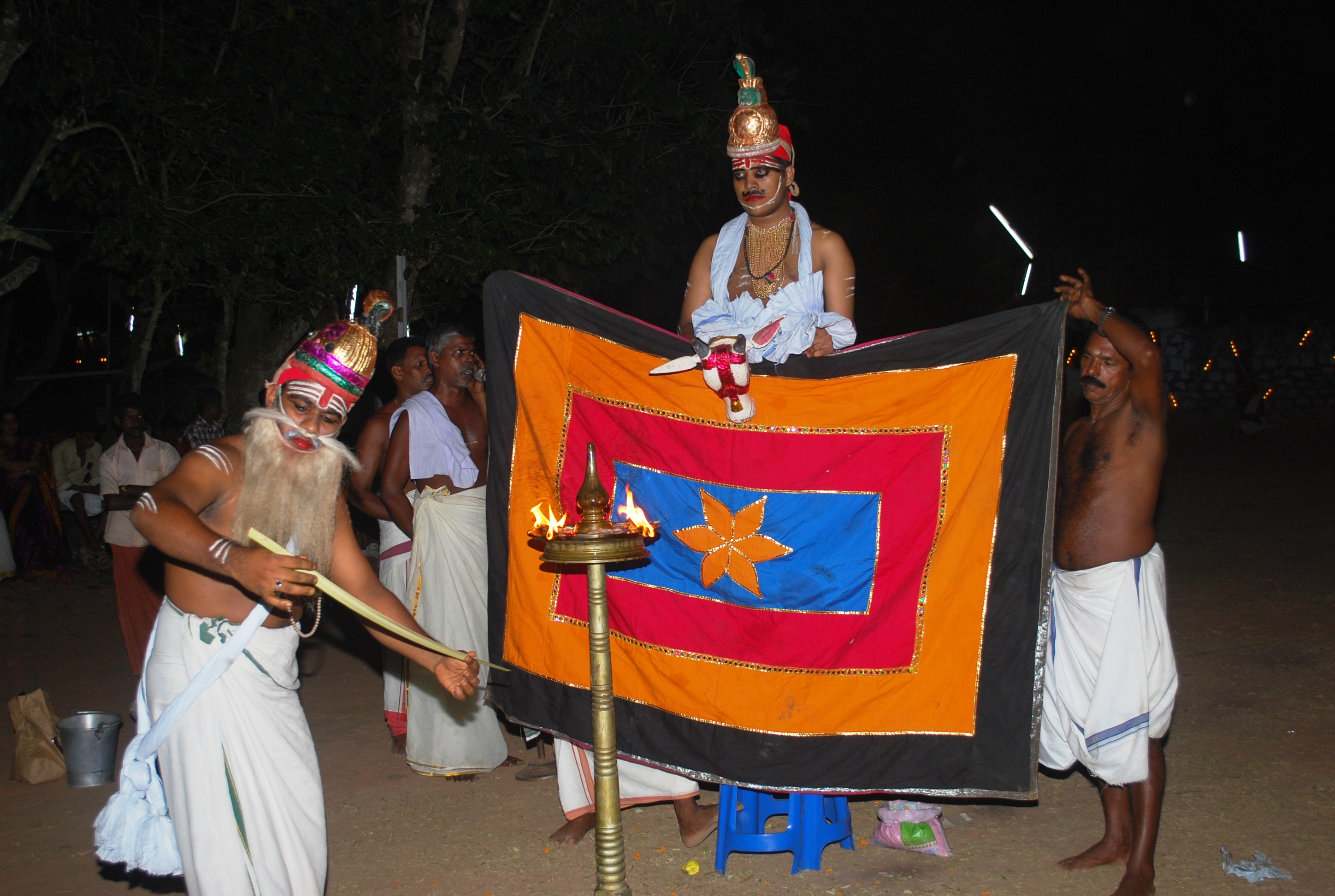
Мудієтту

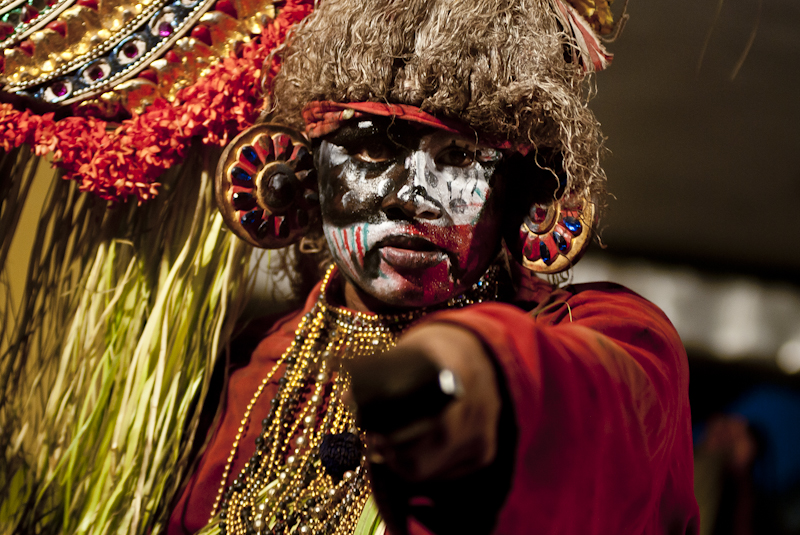
Кулі — персонаж, який допомагає Калі проявитися як комік

Мудієтту — традиційний ритуальний театр і народна танцювальна драма з Керали, яка розігрує міфологічну історію про битву між богинею Калі та демоном Дарікою. Ритуал є частиною культу бгагаватхі або бгадракалі. Цей танець виконують у храмах Бгадракалі, храмах Богині-Матері, з лютого по травень після сезону збору врожаю.
У 2010 році Мудієтту було внесено до Репрезентативного списку нематеріальної культурної спадщини людства ЮНЕСКО, ставши другою формою мистецтва в Кералі після Кутіяттам.

## Калі— міф Даріка
Даріка був демоном, який отримав благословення від Брахми, яке гарантувало, що він ніколи не буде переможений жодною людиною, що живе в будь-якому з чотирнадцяти світів індуїстської міфології. Це зробило Даріку надзвичайно могутнім та зарозумілим. Озброївшись цим благом, Даріка продовжував завойовувати світ, перемігши навіть Індру, царя богів. Коли його звірства стали нестерпними, мудрець Нарада попросив Шиву стримати Даріку. Шива погодився, обійшовши благословення Брахми, заявивши, що Даріка буде вбитий богинею Калі, оскільки вона була жінкою і не була зарахована до чоловіків із чотирнадцяти світів.

## Особливості Мудієтту
Мудієтту — це сільський ритуал, який виконують члени громад Марар і Куруппу в районах Триссур, Ернакулам, Коттаям і Ідуккі штату Керала. Проте вся громада робить свій внесок і бере в цьому участь. Мудіетту виконують щорічно в «Бгаґаваті Кавус», храмах богині, в різних селах уздовж річок Чалаккуди Пужа, Періяр і Моваттупужа.
Гра Калі не потребує репетицій чи підготовки. Спектакль є природним прогресом від Господа Шиви, Наради, демонів Данаван і Дарікан до Калі. Повний виступ Мудієтту вимагає загалом 16 осіб, включаючи перкусіоністів, артистів Каламежутху, вокалістів. Існують також очевидні регіональні відмінності в одязі та стилях виконання Мудієтту. Таким чином, у стилі Коратті Калі демонструє оголений торс, прикритий лише дошкою у формі грудей, тоді як у стилях Куннайкал, Кізіллам і Пазхур вона одягнена в сукню, що покриває всю верхню частину тіла. Подібним чином, у стилі Коратті, муді Даріка нагадує корону Катхакалі, а його обличчя малює Каті Веші Катхакалі. Це вказує на те, як ці дві форми стали взаємопов'язаними, хоча Мудіетту виникла ще до Катхакалі, а епіграфісти простежували її еволюцію як мистецтва навіть до 9 чи 10 століття нашої ери.

## Роль громади
Мудієтту — це громадське підприємство, в якому кожна каста села відіграє певну роль. Бамбукові артефакти та шкіряні вироби для барабанів надає каста Параян, тоді як каста Тандан приносить листя горіха ареки, необхідні для масок і головних уборів. Громада Ганакан розфарбовує маски, тоді як громада Куруван підтримує смолоскипи регіону. Це каста Велутедан (Патіян), яка пере одяг, використаний для виготовлення сукні божества, тоді як каста Маран готує смолоскипи та забезпечує їх олією.
Таким чином, кожна каста в селі робить свій внесок у фестиваль відповідно до своєї традиційної кастової ролі. Взаємна співпраця і колективна участь кожної касти в ритуалі прищеплює і зміцнює спільну ідентичність і взаємні зв'язки в спільноті.

## Передача та збереження Мудієтту
Будучи формою мистецтва, що базується на громаді, саме спільнота традиційно заохочувала та навчала наступне покоління зберігати форму мистецтва. Немає школи чи закладу, який би навчав цю форму мистецтва, і її виживання майже виключно залежить від прямої передачі через Гуру-Шіш'я Парампару.